# کنجیرو تودوروکی
کنجیرو تودوروکی (انگلیسی: Kenjiro Todoroki؛ زادهٔ ۱ سپتامبر ۱۹۷۵) قایقران قایق بادبانی اهل ژاپن است.